# François Silly
Pour les articles homonymes, voir Silly.
François, Charles, Léon Silly (1808-1892) est un médecin, républicain et opposant au Second Empire. Il est le fils du général Pierre Louis François Silly.
Il a marqué de son empreinte humaniste la commune de Villiers-sur-Loir. Une rue y porte son nom.
Son frère, Clément, qui fut notamment un journaliste engagé, également républicain et socialiste, opposant au régime de Napoléon III, fut éloigné de la Sarthe et du Loir-et-Cher par mesure pénale du fait de ses idées.